# Gothic (серия игр)
| 2001      | Gothic                    |
| 2002      | Gothic II                 |
| 2003      | Gothic II: Ночь Ворона    |
| 2004–2005 |                           |
| 2006      | Gothic 3                  |
| 2007      |                           |
| 2008      | Gothic 3: The Beginning   |
| 2008      | Gothic 3: Forsaken Gods   |
| 2009      |                           |
| 2010      | Arcania                   |
| 2011      | Arcania: Fall of Setarrif |
| 2012–2018 |                           |
| 2019      | Gothic Playable Teaser    |
| TBA       | Gothic 1 Remake           |

Gothic (в российских изданиях — «Готика») — серия ролевых видеоигр в жанре фэнтези. Состоит из четырёх компьютерных игр (3 основные и 1 спин-офф), изданных с 2001 по 2010 год, и одной мобильной игры 2008 года. Также в разработке находится одноимённая компьютерная игра, являющаяся ремейком оригинальной Gothic.

## История серии
Первая часть была создана в 2001 году разработчиками из Piranha Bytes. Разработка велась с 1997 года. После успеха первой части разработчики принялись за создание дополнения, однако его разработка была отменена, а вместо него было выпущено полноценное продолжение Gothic II и дополнение к нему Die Nacht Des Raben («Ночь Ворона»).
Gothic 3 была выпущена осенью 2006 года. Почти сразу после выхода третьей части, из-за разногласий с издателем JoWooD Productions, Piranha Bytes потеряли права на разработку игр серии. Дальнейшие игры разрабатывались другими студиями. Индийская Trine Games занялась дополнением Forsaken Gods (вышло 21 ноября 2008 года), разработка четвёртой игры, спин-оффа Arcania: Gothic 4, была поручена команде Spellbound Entertainment, которая выпустила игру в 2010 году. В 2008 году для мобильного телефона вышла Gothic 3: The Beginning.
После банкротства JoWood права издательство игр серии Gothic были выкуплены издателем THQ Nordic вместе с активами разорившейся компании. THQ Nordic также в 2019 году приобрёл студию-создателя серии Piranha Bytes, полностью консолидировав права на серию. 13 декабря 2019 года THQ Nordic выпустила игровой тизер планируемого ремейка первой части Gothic, чтобы понять его востребованность среди игроков. По результатам отзывов игроков издатель принял решение продолжить разработку ремейка, которая была поручена внутренней студии THQ Nordic Barcelona Studio.
Идейными наследниками первых двух частей серии впоследствии стали игры Risen и ELEX, разработанные студией Piranha Bytes, однако эти игры уже не относились к миру Готики и представляли собой отдельные самодостаточные игры.

## Игры
| Год            | Название                  | Разработчик                         | Издатель             | Платформа                                    |
| Основная серия | Основная серия            | Основная серия                      | Основная серия       | Основная серия                               |
| -------------- | ------------------------- | ----------------------------------- | -------------------- | -------------------------------------------- |
| 2001           | Gothic                    | Piranha Bytes                       | Egmont Interactive   | Windows Nintendo Switch                      |
| 2002           | Gothic II                 | Piranha Bytes                       | JoWooD Entertainment | Windows Nintendo Switch                      |
| 2003           | Gothic II: Ночь Ворона    | Piranha Bytes                       | JoWooD Entertainment | Windows Nintendo Switch                      |
| 2006           | Gothic 3                  | Piranha Bytes                       | JoWooD Entertainment | Windows                                      |
| Ремейки        |                           |                                     |                      |                                              |
| ‏‎               | Gothic 1 Remake           | Alkimia Interactive                 | THQ Nordic           | Windows Playstation 5 Xbox Series X/S        |
| Спин-оффы      |                           |                                     |                      |                                              |
| 2008           | Gothic 3: Forsaken Gods   | Trine Games                         | JoWooD Entertainment | Windows                                      |
| 2010           | Arcania                   | Spellbound Entertainment            | JoWooD Entertainment | Windows Xbox 360 PlayStation 3 PlayStation 4 |
| 2011           | Arcania: Fall of Setarrif | Spellbound Entertainment            | JoWooD Entertainment | Windows Xbox 360 PlayStation 3 PlayStation 4 |
| Другие игры    |                           |                                     |                      |                                              |
| 2008           | Gothic 3: The Beginning   | HandyGames                          | JoWooD Entertainment | Java ME                                      |
| 2019           | Gothic Playable Teaser    | THQ Barcelona / Alkimia Interactive | THQ Nordic           | Windows                                      |

## Игровой мир
В первых двух частях герою предстоит обследовать остров Хоринис (нем. Khorinis), а в третьей части путешествовать по материку. Игры серии отличаются «живым» игровым миром, где другие обитатели просто занимаются повседневными делами (готовят еду, справляют нужду, спят и т. д.).
В центре событий игры стоит королевство Миртана, которым правит Робар II. Известна материковая часть Миртаны и остров Хоринис (место действия первых двух игр), рядом с ним также находится неясной принадлежности остров Ирдорат. На острове Хоринис существует одноимённый город, несколько поселений, Рудниковая Долина (Миненталь), а также неисследованная часть острова — Яркендар, представляющая собой руины древней цивилизации.
Существует также несколько сопредельных государств, таких как Варант и Нордмар. В играх упоминается о Южных Островах и Землях Орков.
Материковая часть Миртаны граничит с Нордмаром на севере и с Варантом на юге. Большую часть страны занимают земледельческие угодья. После вторжения орков многие фермы были уничтожены, основные центры земледелия контролируются орками.
В Миртане достаточно много городов, столицей является город Венгард, расположенный на побережье. К событиям третьей игры серии практически полностью захвачен орками. Другие города Миртаны — Ардея, Кап Дун, Сильден, Гельдерн, Монтера, Фаринг, Трелис (захвачены орками к событиям третьей «Готики») и Гота (к третьей части город был полностью населён нежитью). Часть людей захваченного королевства, которых впоследствии стали называть наёмниками, примкнула к оркам, те же, кто продолжал бороться, называли себя повстанцами и скрывались в пещерах Окара, Немора и Реддок, и в лесу за городом Сильден.
В мире Gothic существуют две разумные расы — людей и орков, чьи культуры противопоставлены друг другу. Между ними идёт непрерывная война, на фоне которой происходят сюжеты всех частей серии.
Человеческое население представлено несколькими народностями, имеющими разную культуру: жители Миртаны, ассасины и нордмарцы, а также жители южных островов, о которых в игре есть лишь незначительные упоминания. Также есть малые народности, такие как кочевники (Варант) и странники (Миртана), и вымершая цивилизация — в игре их называют Зодчие.
Орки — это параллельная цивилизация со своей иерархией. Есть два народа орков в мире Моргора: южные орки, которые живут в первобытной общине и представлены в первых двух частях, и северные разумные орки с развитой культурой. Многие из них знают людской язык, также имеют предположительно свой язык, доказательством служит слово морра, что предположительно имеет перевод «человек», «слабый» или «неполноценный». Шаманы северных орков очень искусны, мудры, знают древнюю магию в отличие от людей, которые стали изучать её после потери рунной магии. Слово орк возникло от слова ор — «орк» на орочьем языке.
Также существует пантеон богов, непосредственно влияющий на события игр серии, в который входят Иннос (бог огня, света, порядка и созидания), Аданос (богом воды, изменения и природной гармонии), Белиар (бог тьмы, хаоса, зла, разрушения и всего противоестественного) и Крушак или Спящий (древний и могущественный демон, выдающий себя за божество сектантам, главный антагонист первой части).

## Ролевая система
Каждый персонаж обладает рядом характеристик. Часть характеристик можно изменять по мере прохождения игры.
Персонаж может присоединиться к какой-либо фракции, например, стать послушником, призраком, магом, паладином, наёмником или кем-нибудь ещё (доступные фракции в каждой части свои).
Уровень присваивается по мере набора очков опыта и обычно служит ограничителем в продвижении по службе в гильдии. Также за каждый уровень персонаж получает очки обучения, которые может тратить на улучшение своих навыков и характеристик. «Научиться» чему-либо, потратив при этом очки обучения, можно у соответствующих учителей или, не тратя очков, улучшить навыки путём прочтения некоторых книг. Можно также улучшить показатели Героя или получить дополнительные очки опыта молясь богам у алтарей или подавая пожертвование жрецам богов. Особые зелья, магические таблички, редкие травы, особенности оружия тоже могут повысить максимальные значения параметров Главного Героя. Также каждый новый уровень увеличивает показатель «максимальной жизни» в первых двух играх серии.
Опыт растёт от побед над врагами и выполнения заданий. Заработав определённое количество очков опыта, персонаж получает прибавку к уровню. В первых двух частях количество опыта необходимое для повышения уровня рассчитывалось по формуле: <количество_опыта>=<уровень>*500
Репутация (параметр появляется только в третьей части игры). Выполняя квесты для фракций (нордмарцы, орки, кочевники и др.), гильдии или населённого пункта, протагонист получает очки репутации.

### Характеристики
- Сила определяет возможность использовать оружие с атрибутом СИЛА (мечи, топоры, и т. д.), чем выше этот параметр, тем более мощное оружие может использовать главный герой. Так же от величины этой характеристики зависит наносимый урон противнику.
- Ловкость определяет возможность использовать оружие с атрибутом ЛОВКОСТЬ (луки, арбалеты). Влияет на наносимый оружием урон, а также на вскрытие замков и уровень карманной кражи.
- Мана определяет использование заклинаний. Она расходуется при чтении свитков заклинаний и использовании рун. В третьей части игры при использовании телепортационных рун эта характеристика не расходуется.
- Жизнь характеризует здоровье персонажа. Когда жизни мало, персонаж теряет сознание, а когда она равна нулю — персонаж умирает. В первых двух частях игры эта характеристика увеличивается вместе с увеличением уровня развития, в третьей части — для увеличения этой характеристики нужно тратить очки обучения.
- Защита от оружия/стрел/огня/магии определяет, какой урон персонаж способен перенести без вреда для здоровья.
- Выносливость — характеристика, появившаяся в третьей части игры. При использовании этой характеристики, ощутимо увеличивается скорость боя тяжёлым оружием главного героя. Временно уменьшается при беге или в сражении, во время сна или отдыха восстанавливается.
- Древнее знание — характеристика, появившаяся в третьей части игры. Наличие этой характеристики необходимо для получения некоторых умений, связанных с магией, и она определяет наносимый магией урон.

### Умения и навыки
Боевые умения (мастерство владения одноручным оружием, двуручным оружием, луком и арбалетом) определяют шанс нанести критический урон при ударе, измеряются в процентах от 0 до 100. Справедливо для первых двух частей игры. Критическое попадание пробивает любую броню. В третьей части игры появилась возможность владения двумя одноручными мечами. Каждое боевое умение имеет три уровня: начальный (новичок), средний и высший (мастер). Уровни владения оружием определяют боевую стойку во время нападения и выполняемые комбоудары. Также значительно повышается скорость нанесения ударов.
Воровские умения (вскрытие замков и карманная кража) определяют шанс успешной попытки обокрасть кого-либо или сохранение отмычки при неправильном движении во время вскрытия замка. В третьей части игры существует три уровня сложности замков и соответственно три уровня воровских умений. Также появились новые умения, такие как оправдание (иногда позволяет избежать наказания за кражу) и торговля (позволяет совершать более выгодные сделки).
Показатель магии определят доступные персонажу заклинания рун (свитки можно использовать, и не будучи обученным магии). Магические умения первых частей игры подразделяются на круги магии
Кроме этого существует целый ряд специальных дополнительных умений. Персонаж может владеть ими по желанию игрока.
- Подкрадывание — способность перемещаться, не создавая лишнего шума.
- Акробатика — способность падать с больших высот без вреда для здоровья, а также далеко прыгать. Во второй «Готике» без дополнения параметр не используется.
- «Разделывание животных» — сюда относится снятие шкур, когтей, зубов и тому подобных трофеев с некоторых видов животных. Всему нужно учиться отдельно.
- Добыча руды — появляется в «Ночи ворона» и остаётся в третьей части, позволяет добывать большее количество руды. В дополнении «Ночь Ворона» на самом деле руду добывать нельзя, добывается только золото.
- Кузнечное дело — герой может ковать мечи, во второй Готике — даже рудное оружие. В третьей части это умение дополнено возможностью затачивать мечи и стрелы.
- Алхимия — появляется во второй части, сюда относится приготовление зелий лечения, маны, особых зелий, смешивание табака, даже возможность свернуть косяки из болотной травы или выгнать самогон, в третьей Готике — зелий превращения. В третьей части это умение дополнено возможностью изготовлять яды и особые стрелы, например, огненные.
- Владение щитом — это умение появилось в третьей части игры. Позволяет более эффективно использовать щит.
- Стойкость (к ядам/холоду/жаре/усталости) — эти умения появились в третьей части игры.
- Особые умения — эти умения появились в третьей части игры. Таким умениям можно научиться только у особых персонажей. Пример умений: Убийца орков (наносит дополнительный урон оркам), Паладин (наносит дополнительный урон всем служителям Белиара).
- Приготовление еды — умение также появилось в третьей части. С помощью рецептов, нужных продуктов, ковша и котелка, герой может приготовить различную еду и напитки.

## Миссии
Основной сюжет каждой игры разбит на главы (кроме третьей части, где деление отсутствует ввиду особенностей сюжета). Главы включают в себя различные задания, зачастую для каждой главы свои (хотя могут выполняться на протяжении всей игры). Сюжетные задания обычно выдаются в гильдии, в которую вступил персонаж.
Также существуют различные дополнительные задания, выдаваемые конкретными персонажами, либо получаемые в иной форме (например, прочтением книги). Они не обязательны для выполнения, но могут облегчить продвижение по сюжету.
Некоторые задания предусматривают по несколько вариантов выполнения, иногда противоречащих другим заданиям. Например, вступление в одну гильдию обычно приводит к провалу заданий по вступлению в остальные.

## Серия Gothic на Nintendo Switch
В 2023 году первые две части серии были портированы на Nintendo Switch. Портированные версии не являются ремастерами и не меняют игровой процесс, однако содержат множество исправлений. Первая часть серии, Gothic Classic, была выпущена 28 сентября 2023 года. Выход второй части, Gothic II Complete Classic, включая дополнение «Ночь Ворона», назначен на 28 ноября 2023 года.

## Персонажи
Во всех играх серии действуют несколько основных персонажей: протагонист (Безымянный Герой), его наставник, некромант Ксардас, и четверо друзей: Диего, Милтен, Лестер, Горн, а также опальный генерал Ли, бывший глава Воров Нового лагеря Ларес, Маги Воды, во главе с Сатурасом, бывший глава стражников Старого лагеря Торус, бывший глава Стражей Болотного лагеря Кор Ангар. В каждой игре серии также есть свои ключевые персонажи, некоторые из них участвуют в сюжете нескольких игр, например, Декстер, Равен (он же Ворон), Фортуно, Бладвин, Сайфер, Ярвис, Волк, Нингал.
Большинство именных персонажей обычно кардинально или незначительно влияют на сюжет игры: некоторые, например Ксардас, непосредственно влияют на сюжет, другие обучают протагониста, дают побочные квесты или участвуют в них, сообщают информацию.

## Комикс
Существует официальный комикс Gothic — Der Comic по игре «Готика», он издавался только в Германии.